# Registo de azulejos

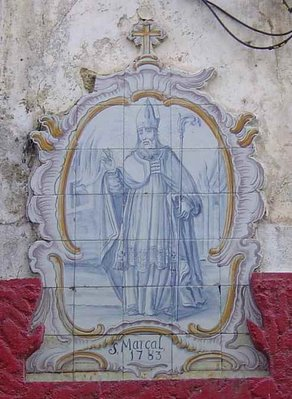
Registo de azulejos de São Marçal, Setúbal, Portugal

Um registo de azulejos é um painel de azulejos decorativos com intenção devocional colocado, em regra, em fachadas de edifícios, invocando a proteção da Virgem Maria ou de santos, contra cataclismos..

## Origem do conceito
Trata-se de uma extensão do conceito de registo, que se refere a estampas gravadas, de pequenas dimensões, representando santos ou episódios bíblicos, utilizadas para a veneração e oração dos crentes.

## Invocações mais frequentes
O registo representa, em regra, um santo, a Virgem Maria ou a Sagrada Família.
Uma das invocações mais frequentes é a de São Marçal, protetor contra os incêndios.

## Colocação
Os registos de azulejos eram normalmente colocados na fachada dos edifícios, sobre a porta, ou entre as janelas, invocando a protecção da entidade representada.

## Em Portugal
Em Portugal os registos em azulejo surgem com maior frequência a partir da segunda metade do século XVIII, como forma de suscitar a intercessão da Virgem Maria ou de um santo para a proteção da casa e dos seus moradores contra catástrofes naturais e epidemias.
Embora existam exemplares anteriores, a maioria dos registos é posterior ao terramoto de 1755.